# Pseudohydromys eleanorae
Pseudohydromys eleanorae és una espècie de mamífer rosegador de la família dels múrids. És endèmic de Nova Guinea.

## Descripció
És un rosegador de petites dimensions, amb una llargada de cap i cos de 94-103 mm, una llargada de la cua de 89-92 mm, una llargada del peu de 18,5-19,5 mm i una llargada de les orelles de 9-12 mm.
El pelatge és suau i curt. Les parts superiors són grises. Les vibrisses són curtes i els ulls petits. Les parts ventrals són grises. El revers de les potes és clar i cobert de petits pèls argentats. La cua és més curta que el cap i el cos, uniformement marró, amb la punta blanca.

## Biologia

### Comportament
És una espècie terrestre.

## Distribució i hàbitat
Aquesta espècie és difosa a la part centre-oriental de la serralada central de Papua Nova Guinea.
Viu als boscos molsosos de montà entre 2.440 i 3.050 metres d'altitud.

## Estat de conservació
Com que fou descoberta fa poc, l'estat de conservació d'aquesta espècie encara no ha estat avaluat formalment.